# Херсонська філія Національного університету кораблебудування імені адмірала Макарова
Херсонський навчально-науковий інститут Національного університету кораблебудування імені адмірала Макарова — вищий навчальний заклад в обласному центрі України місті Херсоні.

## Історія
У 1967 році наказом Міністра суднобудівної промисловості СРСР і Міністра вищої і середньої спеціальної освіти СРСР № 200/437 було засновано Херсонський філіал Миколаївського кораблебудівного інституту.
У 1994 році постановою Кабінету Міністрів України від 29 серпня 1994 року № 592 Миколаївський кораблебудівний інститут отримав статус Українського державного морського технічного університету (УДМТУ), а філіал у складі університету реорганізований в Херсонський філіал УДМТУ (ХФ УДМТУ). Рішенням МАК від 26.01.1995 (протокол № 16) університет акредитовано за IV рівнем акредитації з повною автономією (наказ Міносвіти України від 29.03.1995 р. № 77).
Постановою Кабінету Міністрів України від 10 грудня 1998 року № 1947 університету присвоєно ім'я адмірала Макарова.
Указом Президента України від 25 березня 2004 р. № 366/2004 УДМТУ імені адмірала Макарова надано статус національного з найменуванням Національний університет кораблебудування імені адмірала Макарова. У зв'язку з цим Херсонський філіал Українського державного морського технічного університету був перейменований у Херсонську філію Національного університету кораблебудування імені адмірала Макарова (ХФ НУК).
ХФ НУК є структурним підрозділом базового університету без статусу юридичної особи, який здійснює підготовку фахівців з вищою освітою за денною та заочною формами навчання з освітньо-кваліфікаційними рівнями бакалавр та магістр, проводить наукові дослідження, виконує науково — технічні розробки і здійснює культурно-просвітницьку діяльність серед населення. За час свого існування філія підготувала понад 3 тисячі інженерів кораблебудівників, машинобудівників, програмістів, економістів та спеціалістів зварювання.
Діяльність Херсонської філії відповідає основним напрямкам діяльності Національного університету кораблебудування в цілому і здійснюється згідно з Положенням про Херсонську філію Національного університету кораблебудування, яке затверджене ректором НУК у 2005 році.
Відповідно до наказу ректора Національного університету кораблебудування імені адмірала Макарова від 23 грудня 2021 р. Херсонська філія НУК перейменована у Херсонський навчально-науковий інститут Національного університету кораблебудування імені адмірала Макарова (ХННІ НУК).
Керівником філії є директор, який призначається наказом ректора за узгодженням з рішенням збору трудового колективу. З 1987 року директором філії є доктор економічних наук, професор А. В. Ломоносов.
Херсонська філія була створена як вечірній вищий навчальний заклад суднобудівного профілю. Але з 1988 р. філія почала підготовку студентів за денною формою. Студенти перші 2 роки навчалися у м. Херсоні, а потім переводилися для продовження навчання в базовий ВНЗ у м. Миколаїв. У 1996 р. було прийнято рішення залишати студентів філії у м. Херсоні до закінчення ВНЗ.

## Організаційна структура інституту
До складу інституту входять два факультети і вісім кафедр, з яких сім є випускаючими.
Основними структурними підрозділами інституту є:
· кафедра суднобудування;

· кафедра зварювання;

· кафедра інформаційних технологій та фізико-математичних дисциплі;

· кафедра суднового машинобудування та енергетики;

· кафедра теплотехніки;

· кафедра автоматики та електроустаткування;

· кафедра суспільних наук;

· кафедра економіки.
Основними організаційними і навчально-науковими структурними підрозділами інституту є:
· Суднобудівний факультет;

· Енерготехнічний факультет.
До допоміжних, обслуговуючих та інших підрозділів філії відносяться деканати, навчально-організаційний відділ, господарський відділ, Херсонське відділення Центру тестування НУК, підготовчі курси, обчислювальний центр, бібліотека. У інших напрямках діяльності філія обслуговується функціональними підрозділами базового ВНЗ.
Технічна робота щодо забезпечення навчального процесу виконується деканатами факультетів філії та навчально-організаційним відділом. У своїй діяльності навчально-організаційний відділ підтримує тісні зв'язки з навчальним відділом НУК. Останній здійснює методичне керівництво діяльністю навчально-організаційного відділу філії, контролює ведення обліку контингенту студентів, обсягу навчального навантаження тощо.
Крім того, навчально-організаційний відділ координує свою діяльність з деканами факультетів та випускаючими кафедрами НУК.